# Zagoni
Zagoni är en förstörd befolkad plats i Bosnien och Hercegovina.   Den ligger i entiteten Republika Srpska, i den östra delen av landet, 80 km öster om huvudstaden Sarajevo. Zagoni ligger 350 meter över havet och antalet invånare är 323.
Terrängen runt Zagoni är kuperad. Närmaste större samhälle är Bratunac, 4,1 km öster om Zagoni. 
Omgivningarna runt Zagoni är en mosaik av jordbruksmark och naturlig växtlighet. Runt Zagoni är det ganska tätbefolkat, med 67 invånare per kvadratkilometer.